# Европейская организация спутниковой метеорологии
Европейская организация спутниковой метеорологии (англ. European Organisation for the Exploitation of Meteorological Satellites), сокращённо Еврометсат или EUMETSAT, — межправительственная организация, преследующая цель создания и эксплуатации европейской метеорологической спутниковой системы за счёт запуска спутников и предоставления цифровых данных о погоде конечным потребителям, а также осуществляющая оперативный мониторинг климатических изменений на планете.
Деятельность EUMETSAT способствует становлению глобальной спутниковой системы метеонаблюдения при координации усилий с другими космическими державами. Практически все участники организации (за исключением Турции) — европейские страны, тем не менее, она не является частью Евросоюза. EUMETSAT основана в 1983 году.

## Страны-участницы

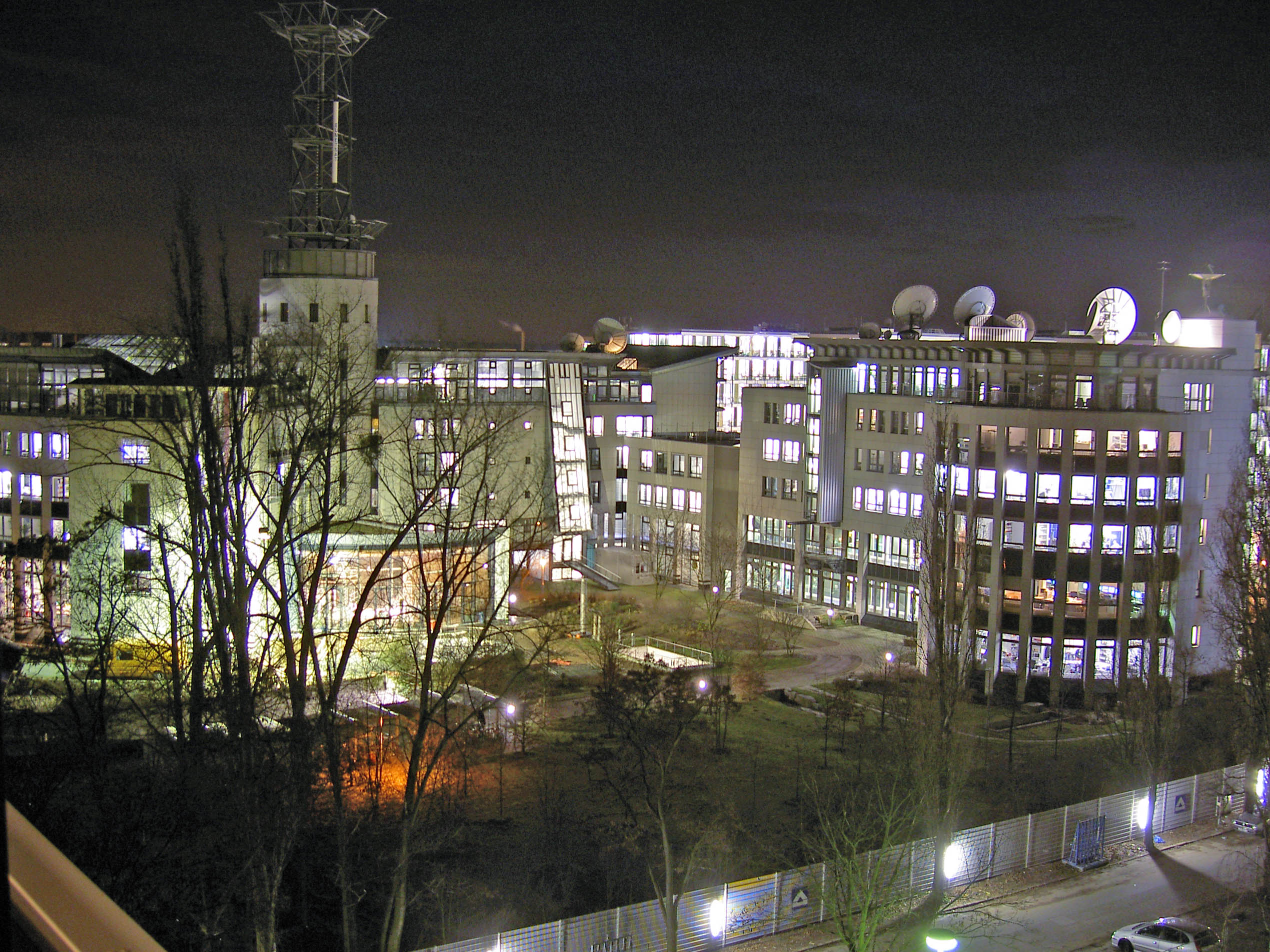
Штаб-квартира в Дармштадте.

В состав EUMETSAT входят 30 государств-членов: Австрия, Бельгия, Великобритания, Венгрия, Германия, Греция, Дания, Ирландия, Испания, Италия, Латвия, Люксембург, Нидерланды, Норвегия, Польша, Португалия, Румыния, Словакия, Словения, Турция, Финляндия, Франция, Хорватия, Чехия, Швейцария, Швеция, Болгария, Исландия, Литва и Эстония. Кроме того, с организацией сотрудничает Сербия.
EUMETSAT функционирует за счёт обязательных взносов от стран-участниц. Сумма взноса пропорционально зависит от объёма валового национального дохода. Для сотрудничающих стран она равна половине той суммы, которую необходимо платить при полном членстве. Страны могут отсрочить свои платежи при возникновении дефицита в национальном бюджете, что однако ведёт к некоторому ограничению права голоса в рамках организации.
Государства-члены имеют полный и бесплатный доступ к изображениям, оперативным данным и другой информации EUMETSAT. Сотрудничающие страны имеют скидки при доступе к той же информации, а при угрозе наступления чрезвычайного положения или стихийного бедствия также могут получить все данные бесплатно. В аналогичных ситуациях и в исключительных случаях доступ к базе данных EUMETSAT могут получить и сторонние государства, являющиеся членами ВМО. Также это касается беднейших стран, в которых ежегодный доход в расчёте на человека составляет менее $ 3500 согласно статистике Всемирного банка.
| Страна                                                       | Вступление   | Вклад (2006) | Национальная метеорологическая служба (представитель в организации) | Официальный веб-сайт                        |
| ------------------------------------------------------------ | ------------ | ------------ | ------------------------------------------------------------------- | ------------------------------------------- |
| Германия                                                     | Июнь 1986    | 21,3545%     | Deutscher Wetterdienst (DWD)                                        | www.dwd.de                                  |
| Великобритания                                               | Июнь 1986    | 16,6064%     | Met Office                                                          | www.metoffice.gov.uk                        |
| Франция                                                      | Июнь 1986    | 15,6611%     | Météo-France                                                        | www.meteo.fr                                |
| Италия                                                       | Июнь 1986    | 12,6127%     | Servizo Meteorologico                                               | www.meteoam.it/                             |
| Испания                                                      | Июнь 1986    | 7,2633%      | Agencia Estatal de Meteorología (AEMET)                             | www.aemet.es                                |
| Нидерланды                                                   | Июнь 1986    | 4,4115%      | Koninklijk Nederlands Meteorologisch Instituut (KNMI)               | www.knmi.nl                                 |
| Швейцария                                                    | Июнь 1986    | 3,0489%      | MeteoSchweiz / MétéoSuisse / MeteoSvizzera                          | www.meteoschweiz.ch                         |
| Бельгия                                                      | Июнь 1986    | 2,6919%      | Koninklijk Meteorologisch Instituut van België (KMI)                | www.meteo.oma.be (недоступная ссылка)       |
| Швеция                                                       | Июнь 1986    | 2,5800%      | Sveriges meteorologiska och hydrologiska institut (SMHI)            | www.smhi.se                                 |
| Австрия                                                      | Декабрь 1992 | 2,1960%      | Zentralanstalt für Meteorologie und Geodynamik (ZAMG)               | www.zamg.ac.at                              |
| Норвегия                                                     | Июнь 1986    | 1,9729%      | Meteorologisk institutt                                             | www.met.no                                  |
| Турция                                                       | Июнь 1986    | 1,9147%      | Devlet Meteoroloji İşleri Genel Müdürlüğü (DMİGM)                   | www.meteor.gov.tr                           |
| Польша                                                       | Январь 2000  | 1,8844%      | Instytut Meteorologii i Gospodarki Wodnej (IMGW)                    | www.imgw.pl                                 |
| Дания                                                        | Июнь 1986    | 1,8149%      | Danmarks Meteorologiske Institut (DMI)                              | www.dmi.dk                                  |
| Греция                                                       | Июнь 1986    | 1,4064%      | Εθνική Μετεωρολογική Υπηρεσία (HNMS)                                | www.hnms.gr                                 |
| Финляндия                                                    | Июнь 1986    | 1,4064%      | Ilmatieteen laitos / Meteorologiska institutet (FMI)                | www.fmi.fi                                  |
| Португалия                                                   | Июнь 1986    | 1,2597%      | Instituto de Meteorologia (IM)                                      | www.meteo.pt                                |
| Ирландия                                                     | Июнь 1986    | 1,0681%      | Met Éireann                                                         | www.met.ie                                  |
| Чехия                                                        | Март 2005    | 0,6991%      | Český hydrometeorologický ústav (CHMI)                              | www.chmi.cz                                 |
| Венгрия                                                      | Июль 1999    | 0,6118%      | Országos Meteorológiai Szolgálat (OMSZ)                             | www.met.hu                                  |
| Румыния                                                      | Январь 2004  | 0,4456%      | Administratia Nationala de Meteorologie (ANM)                       | www.inmh.ro                                 |
| Словакия                                                     | Январь 2006  | 0,2638%      | Slovenský hydrometeorologický ústav (SHMU)                          | www.shmu.sk                                 |
| Словения                                                     | Май 2005     | 0,2248%      | Agencija Republike Slovenije za Okolje (ARSO)                       | www.arso.gov.si                             |
| Хорватия                                                     | Июль 2006    | 0,2233%      | Državni hidrometeorološki zavod (DHMZ)                              | www.meteo.hr                                |
| Люксембург                                                   | Июль 2002    | 0,2102%      | Administration de l’Aéroport de Luxembourg                          | www.aeroport.public.lu (недоступная ссылка) |
| Болгария                                                     | Май 2005     | 0,1546%      | Национален институт по метеорология и хидрология (INMH)             | www.meteo.bg                                |
| Литва                                                        | Ноябрь 2005  | 0,1418%      | Lietuvos hidrometeorologijos tarnyba (LHS)                          | www.meteo.lt                                |
| Латвия                                                       | Июнь 2009    | уточняется   | Latvijas Vides, ģeoloģijas un meteoroloģijas aģentūra (LVGMA)       | www.meteo.lv                                |
| Исландия                                                     | Декабрь 2005 | уточняется   | Veðurstofa Íslands                                                  | www.vedur.is                                |
| Эстония                                                      | Декабрь 2006 | уточняется   | Eesti Meteoroloogia ja Hüdroloogia Instituut (EMHI)                 | www.emhi.ee                                 |
| Последнее обновление по табличным данным — 4 июля 2006 года. |              |              |                                                                     |                                             |

## Спутниковые программы

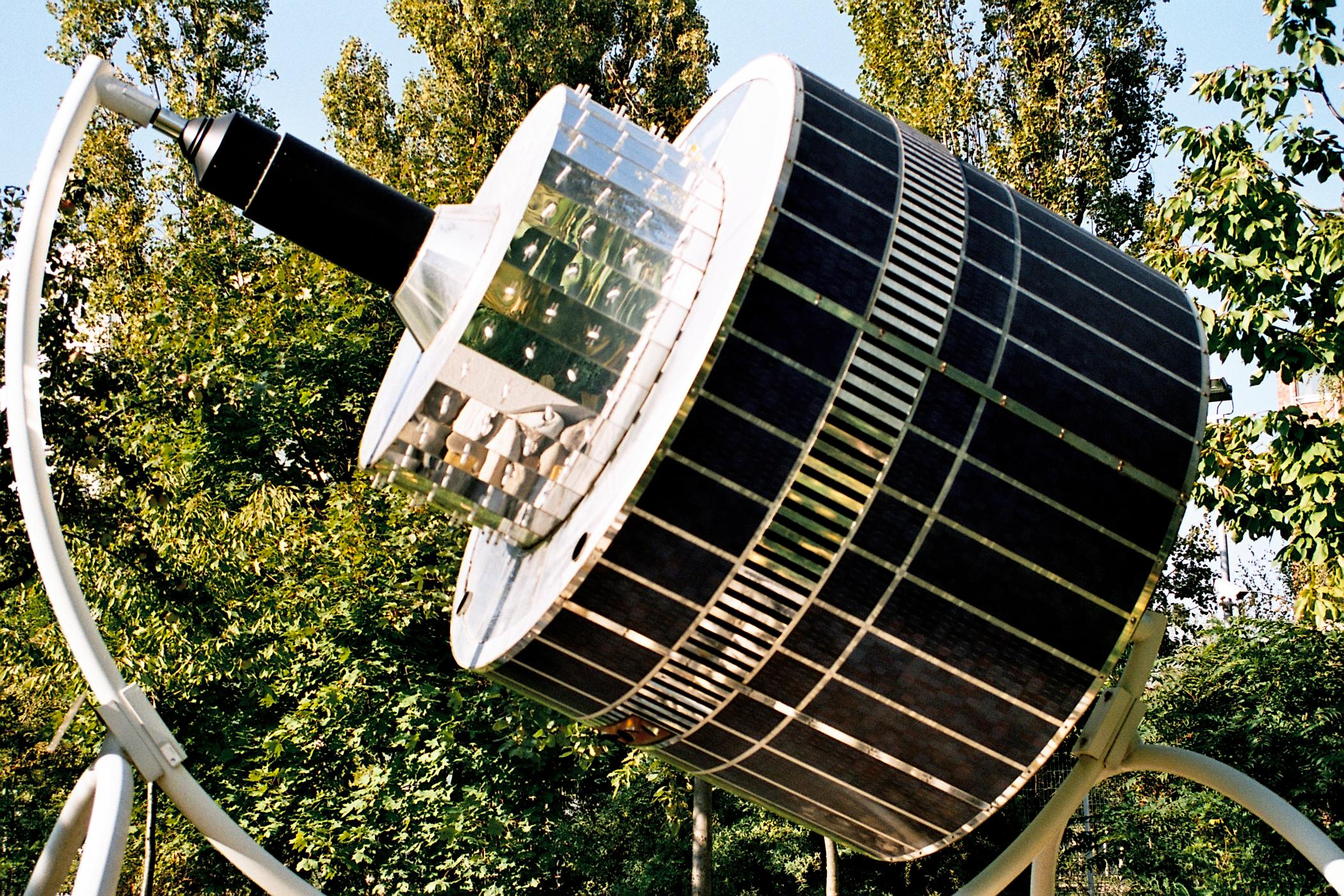
Модель геостационарного спутника Meteosat первого поколения.

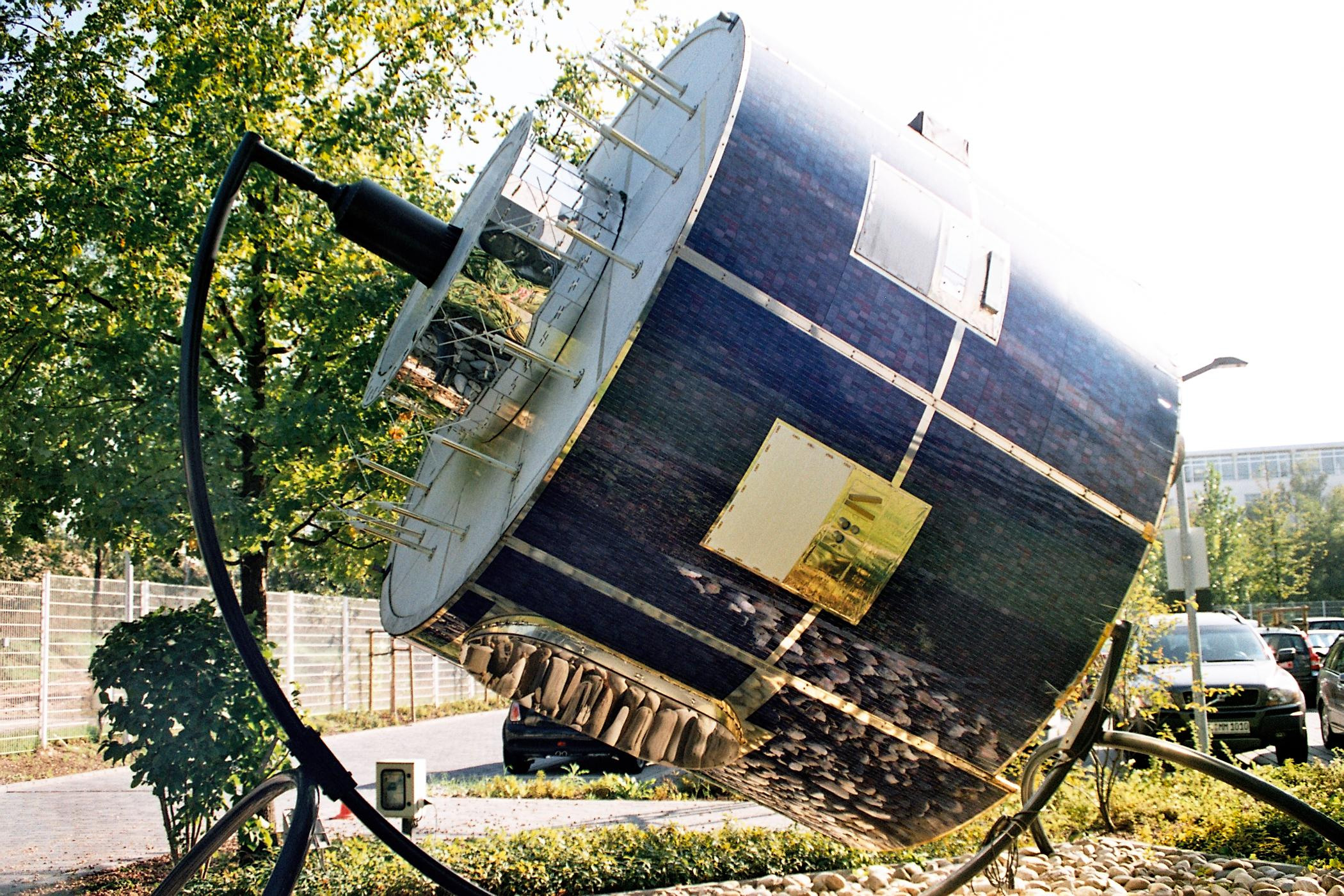
Модель геостационарного спутника Meteosat второго поколения.

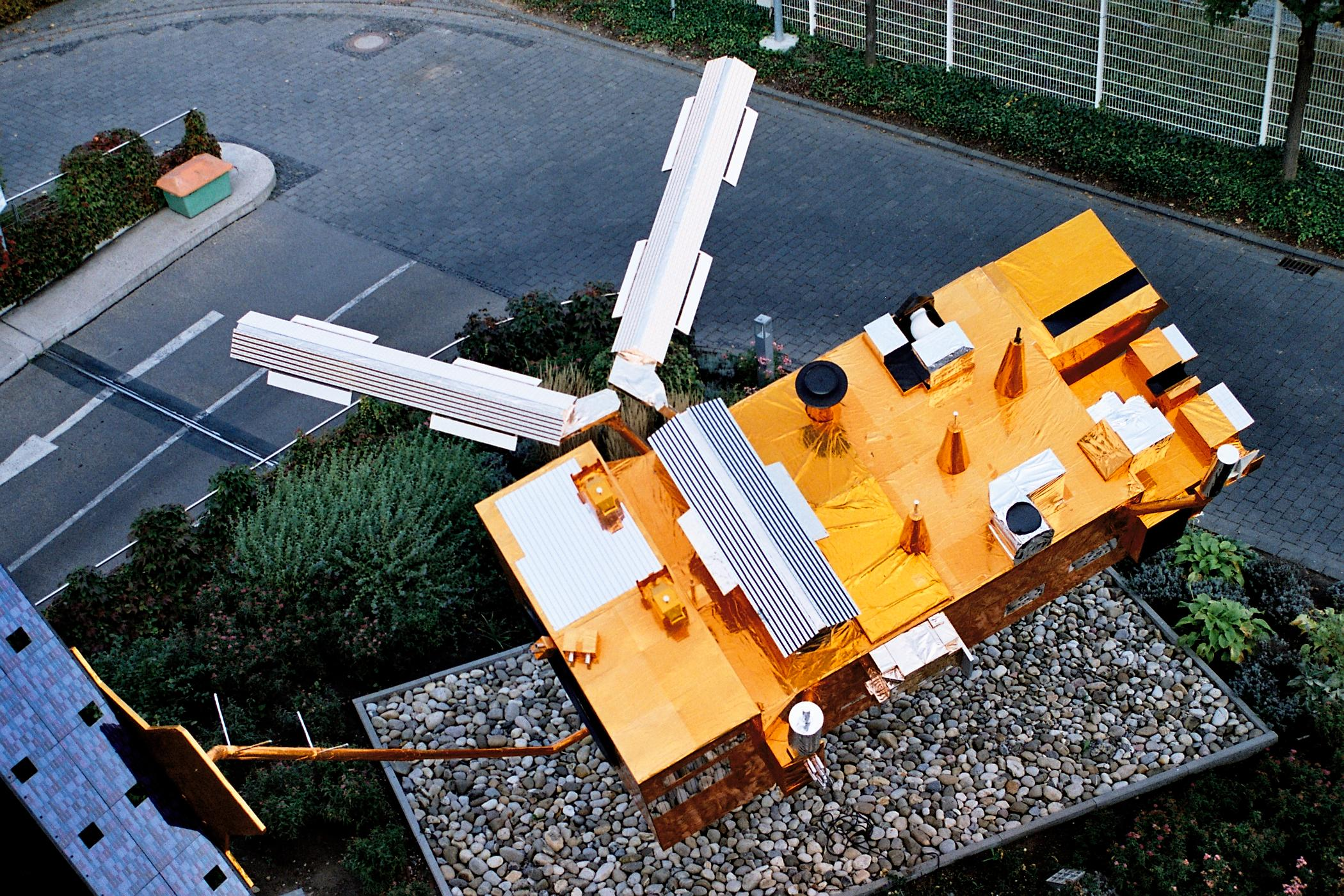
Модель полярного спутника MetOp (низом вверх).

### Геостационарные спутники
Спутники Meteosat представлены в двух поколениях: аппараты от Meteosat-1 до Meteosat-7 относятся к первому поколению, аппараты от Meteosat-8 относятся ко второму поколению. Также в разработке находятся спутники третьего поколения.

### Полярные спутники
В отличие от геостационарных полярные спутники движутся по более низкой орбите (850 километров над поверхностью Земли) и способны предоставить более качественную информацию о текущем состоянии температуры воздуха или его влажности, но вместе с тем их охват той или иной зоны непостоянен.
В рамках программы EPS (EUMETSAT Polar System) планируется запустить три спутника MetOp (Meteorological Operational satellite). Первый из них MetOp-A был доставлен на орбиту ракетой-носителем Союз-2.1а из космодрома Байконур 19 октября 2006 года. Запуск второго спутника MetOp-B запланирован на апрель 2012 года, а третьего MetOp-C — примерно на 2017 год. EPS представляет собой европейскую половину от совместной программы с NOAA под названием International Joint Polar System.
Инструментарий MetOp:
- A/DCS (Advanced Data Collection System)
- AMSU-A1 and AMSU-A2 (Advanced Microwave Sounding Unit)
- ASCAT Advanced Scatterometer
- AVHRR (Advanced Very High Resolution Radiometer)
- GOME-2 (Global Ozone Monitoring Experiment)
- GRAS  (GNSS Receiver for Atmospheric Sounding)
- HIRS  (High Resolution Infrared Sounder)
- IASI (Infrared Atmospheric Sounding Interferometer)
- MHS (Microwave Humidity Sounder)
- SARP-3 (Search And Rescue Processor) и SARR (Search And Rescue Repeater)
- SEM (Space Environment Monitor).

### Jason
Программа Jason-2 или Ocean Surface Topography Mission призван отслеживать изменения уровня мирового океана. Основные инструменты на борту спутника: радиовысотомер, микроволновые альтиметры и системы определения орбиты. Аппарат был успешно запущен с авиабазы Ванденберг 20 июня 2008 года на борту американской ракеты Дельта-2.